# Sôkbôk
Sôkbôk est une divinité de l'amour dans la spiritualité du peuple Bassa pour désigner Dieu

## Mythologie
Sôkbôk se réfère au Dieu d'amour.